# Оружие для революции
Оружие для революции (фр. L'Arme à gauche) — французский приключенческий фильм режиссера Клода Соте 1965 года, снят по роману Чарльза Уильямса «На мели».

## Сюжет
В Санто-Доминго опытный шкипер Жак Курно проверяет качество парусной лодки «Драгун», который хочет купить господин Хендрикс у его владелицы — госпожи Осборн. После тщательного осмотра судна Курно рекомендует купить яхту и господин Хендрикс согласовывает цену с госпожой Осборн. Однако, не прошло и нескольких дней спустя, как Курно допрашивает полиция, потому что господин Хендрикс и «Драгун» исчезли, а на пляже находят трупы незнакомцев — жертвы насильственной смерти. Госпожа Осборн и Курно отправляются на поиски яхты в Карибском море, но оказывается, что ее похитили контрабандисты, торгующие оружием. Завязывается длительная борьба с бандитами.

## В ролях
- Лео Гордон — Моррисон